# Ermita del Calvario (Alcalá de Chivert)
La ermita del Calvario de Alcalá de Chivert (Provincia de Castellón, España) es una construcción de estilo barroco valenciano, cuya construcción comenzó pocos años antes que la Iglesia Parroquial, en fecha 3 de mayo de 1727, si bien sufrió un impasse en su desarrollo para ser definitivamente terminada y bendecida el 31 de agosto de 1779.
Asentada en planta rectangular, muestra dos salientes en su cabecera que responden a la vivienda del ermitaño y a la sacristía. La bóveda es de cañón y su cúpula octogonal exterior es apuntada. 
La fachada data de 1751, con puerta adintelada, muestra una sencilla sobriedad rota por un ondulante frontón y una mixtilinea cornisa coronada por una pequeña campana. 
Temas del Antiguo Testamento y de la Pasión de Jesús componen sus pinturas interiores. 
Flanqueada por cipreses centenarios, de uno de ellos se hizo la actual imagen de San Juan Bautista que culmina la torre campanario de Alcalá.